# Girls' Generation-TTS
Girls' Generation-TTS (també conegut com a Girls' Generation-TaeTiSeo, TaeTiSeo) és el primer sub-grup oficial del grup sud-coreà Girls' Generation, format per S.M. Entertainment el 2012. El sub-grup està compost per tres membres de Girls' Generation, Taeyeon (líder), Tiffany i Seohyun.
Twinkle va ser llançat a mitjanit (KST) el 29 d'abril de 2012, mundialment mitjançant iTunes Store. L'EP també ha estat llançat físicament el 2 de maig de 2012.

## Història

### Pre-debut
Una nota de premsa de S.M. Entertainment va puntualitzar que la intenció del sub-grup era "atraure l'atenció dels aficionats en tots els aspectes musicals, escenificats i estils de moda." També va donar pistes sobre la possibilitat de formar futurs sub-grups amb altres membres, detallant, "canviant els membres del grup segons la música i el concepte de cada nou àlbum del subgrup."
SM Entertainment va revelar el procés de selecció del nom del grup "Girls' Generation-TTS". El nom "TaeTiSeo" està format per les primeres síl·labes de Taeyeon, Tiffany i Seohyun. Aquest nom té les lletres "T" i "S", els quals tenen sons distintius, causant una forta sensació pel grup i també permet als fans reconèixer ràpidament els seus membres.

### 2012: Debut
El debut de l'EP de TaeTiSeo, Twinkle va estar programat per un llançament físic el 2 de maig de 2012. Una imatge promocional es va mostrar juntament amb l'anunci del grup, mostrant en la imatge les tres noies amb un estil fantàstic i maquillatge cridaner, amb textures i fons brillants i colorits.
El primer avançament del vídeoclip, on el protagonitzava Taeyeon, es va llançar al compte oficial de YouTube de SM Entertainment el 25 d'abril de 2012. Un dia després, el 26 d'abril, van llançar un altre avançament, aquest cop amb Tiffany com a protagonista, i també fan una aparició Kai, Sehun, Chanyeol i Baekhyun del grup EXO-K. Finalment, el 27 d'abril, l'avançamentt de Seohyun es va llançar. El 29 d'abril, la seva cançó principal de debut "Twinkle" es va llançar mundialment mitjançant iTunes i el mini-àlbum el 30 d'abril. Van començar a promocionar-se als programes musicales televisius el 3 de maig.

## Membres
| Nom artístic | Nom artístic         | Nom de naixement               | Nom de naixement           | Data de naixement |
| Romanitzat   | Hangul/Hanja         | Romanitzat                     | Hangul/Hanja               | Data de naixement |
| ------------ | -------------------- | ------------------------------ | -------------------------- | ----------------- |
| Taeyeon      | 태연/太妍            | Kim Tae-yeon                   | 김태연/金太妍              | 9 març 1989       |
| Tiffany      | 티파니/蒂芬妮/蒂帕尼 | Stephanie Hwang, Hwang Miyoung | 스테파니 황, 황미영/黃美英 | 1 agost 1989      |
| Seohyun      | 서현/徐賢            | Seo Joo-hyun                   | 서주현/徐珠玄              | 28 juny 1991      |

## Discografia
Àlbums
- 2012: Twinkle (EP)

## Premis

### Show Champion
| Any  | Data      | Cançó         |
| ---- | --------- | ------------- |
| 2012 | 8 de maig | Twinkle (TTS) |